# Supercopa de Europa de waterpolo femenino
La Supercopa de Europa de waterpolo femenino es una competición europea para clubs femeninos de waterpolo. Se disputa a un solo partido entre los ganadores del año anterior de la Euroliga (Copa de Europa de clubes) y de la Copa LEN.